# طريقة السرد القصصي

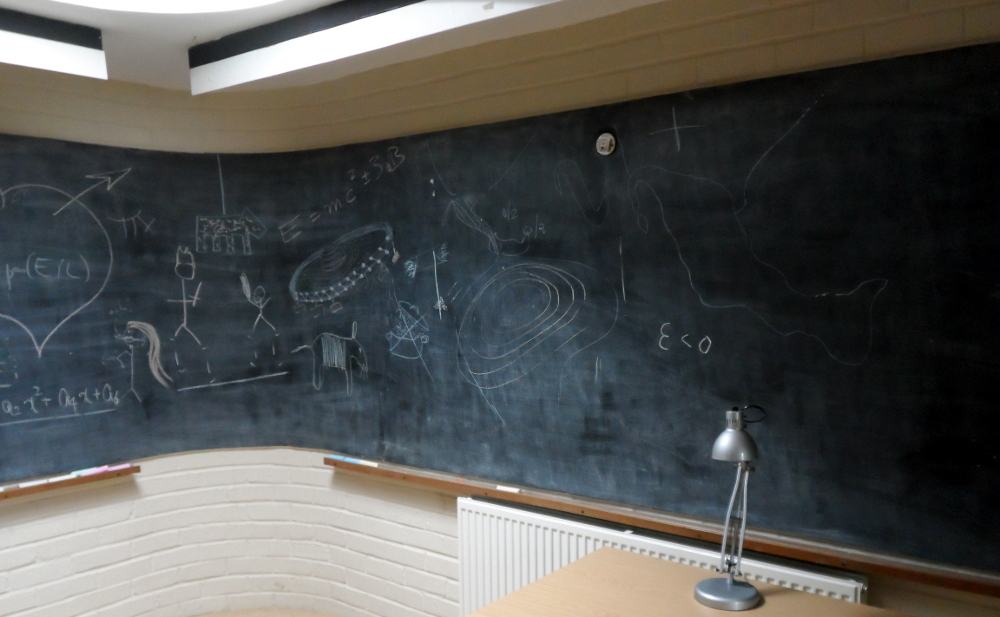

طريقة السرد القصصي هي إستراتيجية تربوية تسمى «التعليم الفعّال»، تستخدم أساسا في المدارس الابتدائية، ولكن يمكن تعديلها للاستخدام في تعليم الكبار كذلك.
كان من رواد هذه الطريقة، مجموعة من موظفي كلية التربية في جامعة جوردنل في مدينة غلاسكو، وتعرف هذه الجامعة الآن باسم جامعة ستراثكلايد.

## نبذة تأريخية عن طريقة السرد القصصي
في عام 1965، حددت ما عرف باسم، «المذكرة الأولية» نوعية المواد التي يفترض تدريسها إلى الطلاب في منهاج متكامل، التاريخ والجغرافيا والعلوم والتكنولوجيا والصحة والفنون التعبيرية.

## النظام
السمة الرئيسية التي تميز هذا النهج عن استراتيجيات التعليم والتدريس الأخرى هي أنها تدرك قيمة المعرفة الموجودة لدى المتعلم. وبالتالي، من خلال الاسئلة، يتم تشجيع التلاميذ على بناء نماذج خاصة بهم لما يتم دراسته، وفرضياتهم، قبل اختبارهم بالأدلة الحقيقية والأبحاث.
تُستخدم الأسئلة الرئيسية في تسلسل يخلق عادة سياقًا في إطار القصة. معا، المتعلم والمعلم يقومون بخلق سيناريو من خلال التصور.
من خلال طريقة السرد القصصي يتم تغيير الدور التقليدي للمدرس، بحيث أن وظيفته لم تعد نقل المعلومات إلى الطلاب - وأصبح دور المعلم هو في الأساس دور الميسر للعملية التعليمية.